# They Dance Alone
They Dance Alone (Cueca Solo) é uma canção de protesto composta pelo músico Inglês Sting e publicado pela primeira vez em 1987 no álbum …Nothing Like the Sun.

## Inspiração
A canção é uma metáfora referindo ao luto mulheres chilenas (arpilleristas) que dançam o "Cueca", a dança nacional do Chile, a sós com fotografias de seus entes queridos desaparecidos em suas mãos.
Sting explicou a sua música como um gesto simbólico de protesto contra o ditador chileno Augusto Pinochet, cujo regime matou milhares de pessoas entre 1973 e 1990. Esta música foi escrita em uma versão em Inglês (com algumas palavras em espanhol falado) e uma versão em espanhol intitulado "Ellas Danzan Solas ", que foi lançado no EP "...Nothing like the Sun".
Sting foi acompanhado por Mark Knopfler e Eric Clapton (guitarra), Branford Marsalis (saxofone) e Rubén Blades (backing vocals e guitarra).
Existem várias versões desta música, a mais notável a partir do "Nelson Mandela 70th Tribute" (1988), a partir de um concerto da Anistia Internacional (1988), em Buenos Aires, com Peter Gabriel e as Mães da Plaza de Mayo e do Chile.